# Il resto di niente
Pour plus de détails, voir Fiche technique et Distribution.
Il resto di niente est un film italien réalisé par Antonietta De Lillo, sorti en 2004.

## Synopsis
L'histoire de Eleonora de Fonseca Pimentel.

## Fiche technique
- Titre : Il resto di niente
- Réalisation : Antonietta De Lillo
- Scénario : Giuseppe Rocca, Antonietta De Lillo, Giuseppe Rocca, Laura Sabatino et Antonietta De Lillo d'après le roman d'Enzo Striano
- Musique : Daniele Sepe
- Photographie : Cesare Accetta
- Montage : Giogiò Franchini
- Production : Amedeo Letizia et Mariella Li Sacchi
- Société de production : Factory et Film Corsari
- Pays :  Italie
- Genre : Drame, biopic et historique
- Durée : 103 minutes
- Dates de sortie : 
  -  Italie : 11 septembre 2004 (Mostra de Venise), 23 mars 2005

## Distribution
- Maria de Medeiros : Eleonora de Fonseca Pimentel
- Imma Villa : Graziella
- Rosario Sparno : Gennaro
- Raffaele Di Florio : Vincenzo Sanges
- Riccardo Zinna : Pasquale Tria
- Marco Manchisi : Pagliuchella
- Maria Grazia Grassini : Donna Vovò Fonseca
- Lucia Ragni : Donna Crezia
- Enzo Moscato : Gaetano Filangieri
- Roberta Porrino : Bambina
- Stefania Graziosi : Catarina
- Federico Pacifici (it) : Clemente Fonseca
- Silvia Silvestri : Eleonora bambina
- Luca Nicolaj : Antonio Fonseca Abate
- Marina Gargiuolo : Micaela Fonseca

## Distinctions
Le film a été nommé pour 3 David di Donatello et reçu le Prix du meilleur créateur de costumes.